# Cohors II Aquitanorum

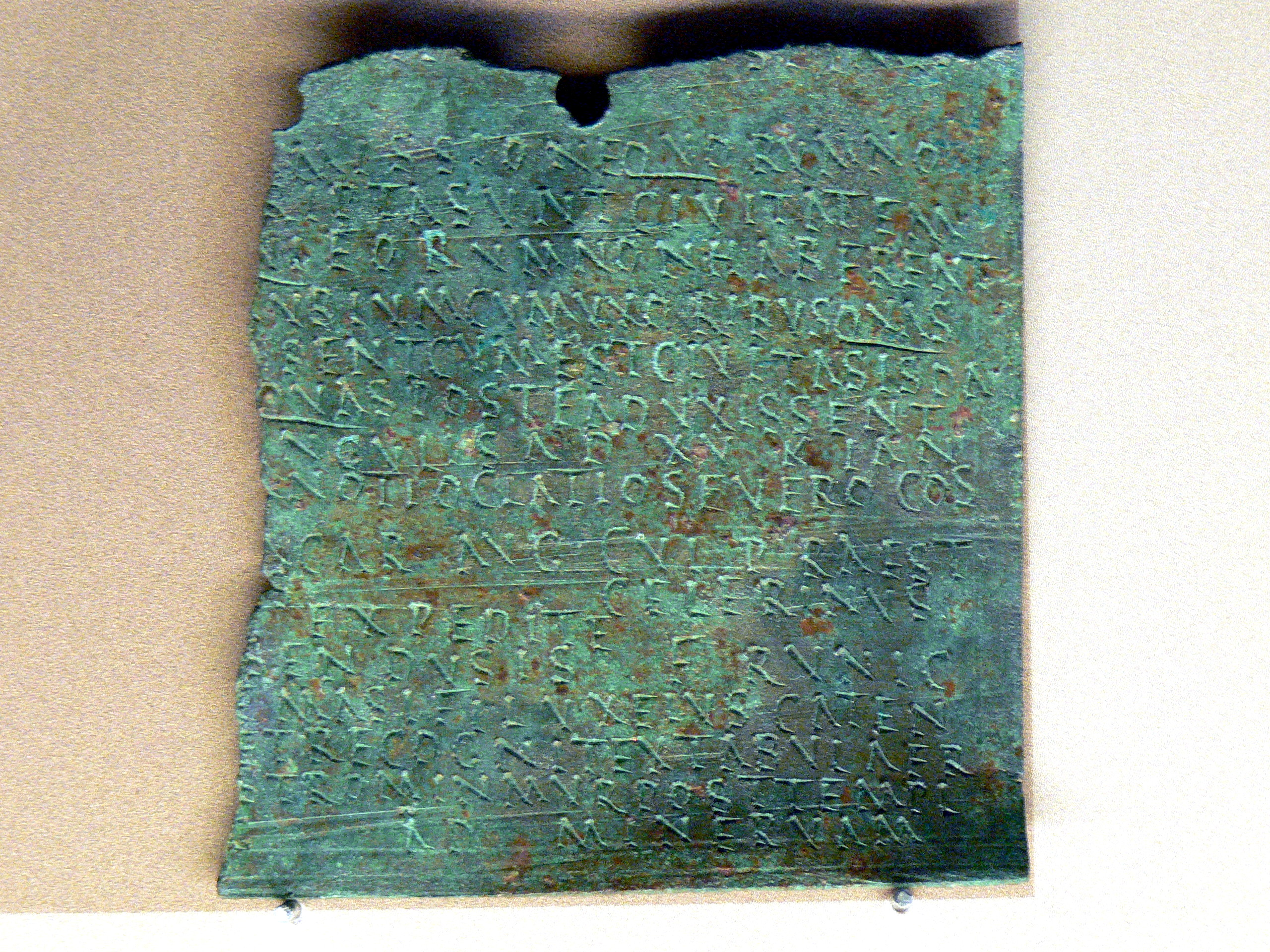
Das Militärdiplom vom 18. Dezember 160 n. Chr.

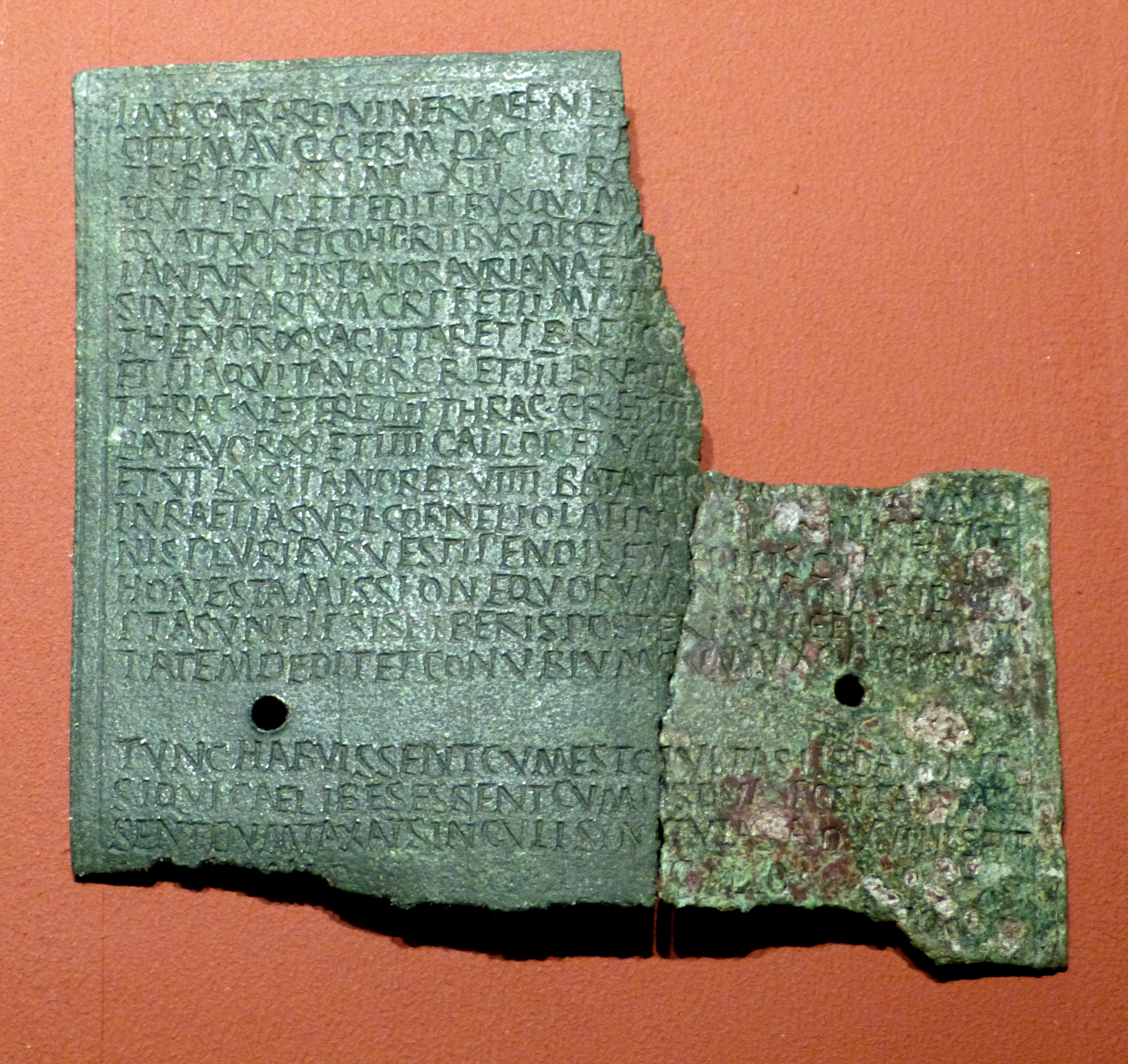
Eines der Diplome von 116

Die Cohors II Aquitanorum [civium Romanorum] [equitata] (deutsch 2. Kohorte der Aquitanier [der römischen Bürger] [teilberitten]) war eine römische Auxiliareinheit. Sie ist durch Militärdiplome, Inschriften und Ziegelstempel belegt. In der Inschrift (CIL 13, 6812) wird sie als Cohors II Biturigum bezeichnet.

## Namensbestandteile
- Aquitanorum: der Aquitanier. Die Soldaten der Kohorte wurden bei Aufstellung der Einheit aus den verschiedenen Stämmen der Aquitanier auf dem Gebiet der römischen Provinz Gallia Aquitania rekrutiert.

- Biturigum: der Biturigen.

- civium Romanorum: der römischen Bürger. Den Soldaten der Einheit war das römische Bürgerrecht zu einem bestimmten Zeitpunkt verliehen worden. Für Soldaten, die nach diesem Zeitpunkt in die Einheit aufgenommen wurden, galt dies aber nicht. Sie erhielten das römische Bürgerrecht erst mit ihrem ehrenvollen Abschied (Honesta missio) nach 25 Dienstjahren. Der Zusatz kommt in Militärdiplomen von 116 bis 167/168 vor.

- equitata: teilberitten. Die Einheit war ein gemischter Verband aus Infanterie und Kavallerie.

Da es keine Hinweise auf den Namenszusatz milliaria (1000 Mann) gibt, war die Einheit eine Cohors (quingenaria) equitata. Die Sollstärke der Kohorte lag bei 600 Mann (480 Mann Infanterie und 120 Reiter), bestehend aus 6 Centurien Infanterie mit jeweils 80 Mann sowie 4 Turmae Kavallerie mit jeweils 30 Reitern.

## Geschichte
Die Kohorte war in den Provinzen Germania, Germania superior und Raetia (in dieser Reihenfolge) stationiert. Sie ist auf Militärdiplomen für die Jahre 82 bis 167/168 n. Chr. aufgeführt.
Der erste Nachweis der Einheit in Germania beruht auf einem Diplom, das auf 82 datiert ist. In dem Diplom wird die Kohorte als Teil der Truppen aufgeführt (siehe Römische Streitkräfte in Germania), die in der Provinz stationiert waren. Weitere Diplome, die auf 90 datiert sind, belegen die Einheit in Germania superior.
Zu einem unbestimmten Zeitpunkt wurde die Kohorte nach Rätien verlegt. Der erste Nachweis der Einheit in der Provinz beruht auf einem Militärdiplom, das auf 114/200 datiert ist. In dem Diplom wird die Kohorte als Teil der Truppen (siehe Römische Streitkräfte in Raetia) aufgeführt, die in der Provinz stationiert waren. Weitere Diplome, die auf 116 bis 167/168 datiert sind, belegen die Einheit in derselben Provinz.

## Standorte
Standorte der Kohorte in Germania waren möglicherweise:
- Kastell Arnsburg (Lich)

Standorte der Kohorte in Raetia waren:
- Kastell Kumpfmühl (Regensburg-Kumpfmühl): Die Einheit war hier ab ca. 120 bis zur Zerstörung des Kastells in den Markomannenkriegen stationiert. Danach errichtete sie das Kastell Dambach.
- Kastell Dambach: Die Einheit war hier bis zum Limesfall um 254 stationiert.

Ziegel mit den Stempeln der Einheit wurden in Arnsburg und Regensburg gefunden.

## Angehörige der Kohorte
Folgende Angehörige der Kohorte sind bekannt.

### Kommandeure
| - [] Spi[], ein Präfekt (CIL 9, 5362) - C(aius) Antestius Seve[], ein Präfekt (CIL 13, 6812). Er war auch Präfekt der Cohors I Cyrenaica. | - Iu[l]ius []: er wird auf dem Diplom von 166 als Kommandeur der Kohorte genannt. |

### Sonstige
| - [], (CIL 3, 5954) - []ius Festinus, ein Reiter (CIL 3, 5948) - []us, ein Centurio (CIL 3, 14371,03) - Avitianus, ein Decurio (CIL 3, 14118) | - Iulius Novello, ein Centurio (CIL 3, 14116,15) - Secco, ein Reiter: das Diplom von 166 wurde für ihn ausgestellt. - Ulp(ius) Lucilianus, ein Medicus ordinarius (CIL 3, 5959) |